# Remonce

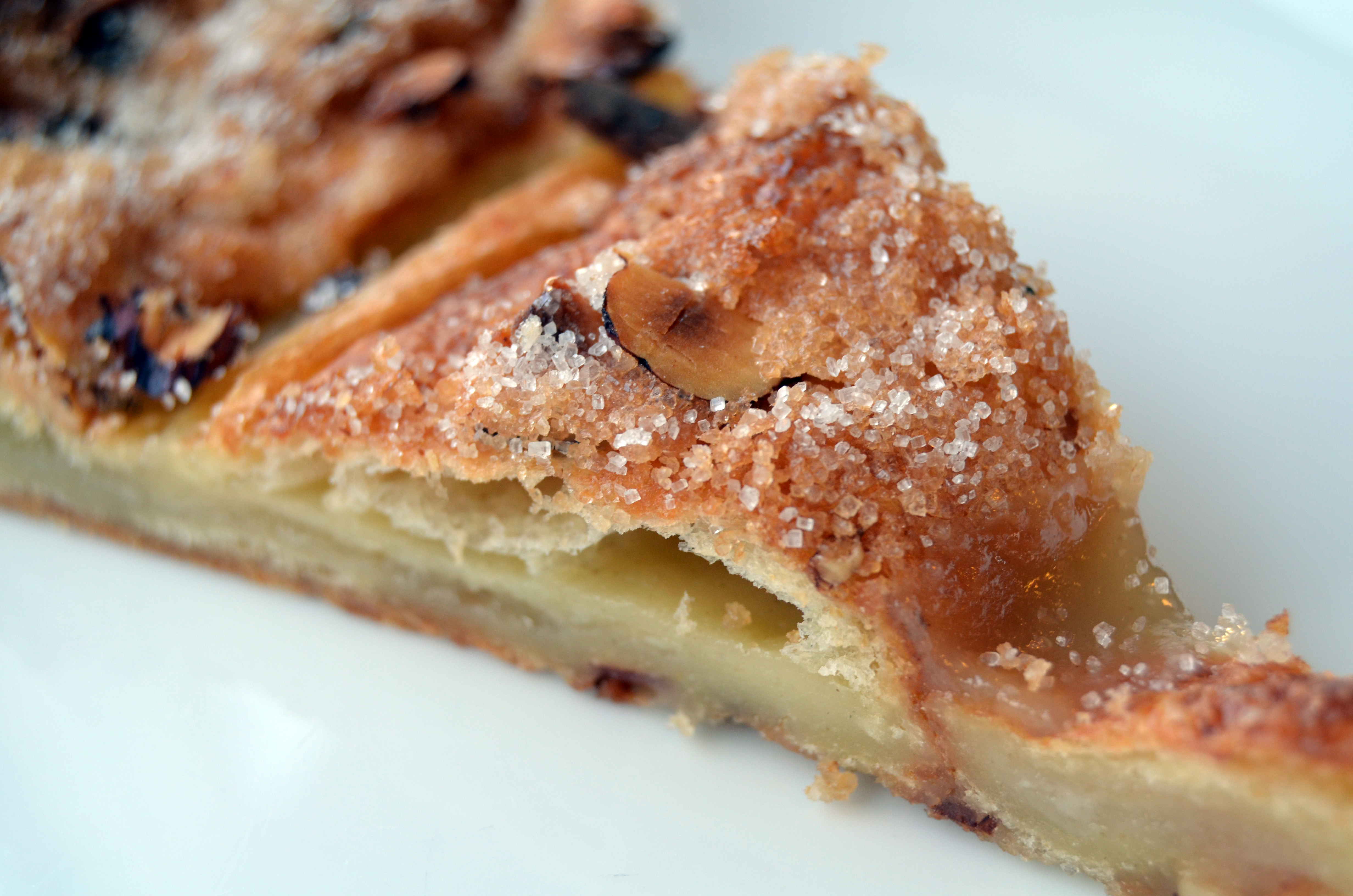
Remonce num bolo kringle.

Remonce é um creme tradicional da culinária da Dinamarca.
É preparado com manteiga (ou margarina) e açúçar,   açúcar baunilhado e amêndoa.
Também podem ser usados ingredientes como canela e passas.
Este creme é usado como recheio da massa folhada wienerbrød.
A palavra "remonce" da língua dinamarquesa é um pseudo-galicismo, derivando provavelmente da palavra italiana rimanenza, que significa restos.
Quando se junta maçapão ao remonce, dá-se-lhe o nome de borgmestermasse.